# Volo LANSA 502
Il volo LANSA 502 era un volo di linea della compagnia aerea LANSA con partenza prevista dall'Aeroporto Internazionale Alejandro Velasco ed arrivo presso l'Aeroporto Internazionale Jorge Chávez. Il 9 agosto 1970 il Lockheed L-118 che operava il volo precipitò poco dopo il decollo. Nello schianto persero la vita 101 persone tra cui 49 studenti di scuola superiore statunitense impegnati in uno scambio culturale con il Perù e due agricoltori a terra.
L'unico sopravvissuto del volo fu il copilota Juan Loo, ventiseienne al momento dell'incidente.

## L'aereo
Il velivolo coinvolto nell'incidente era un Lockheed L-188 Electra con numero di registrazione OB-R-941 con S/N 1106 soprannominato "Túpac Amaru". Il velivolo venne consegnato alla Braniff nel novembre 1959 per passare alla LANSA nel dicembre 1969.

## I passeggeri
Più della metà dei passeggeri apparteneva ad un gruppo facente parte del programma di scambio studentesco International Fellowship con sede a Buffalo; era composto da 49 studenti statunitensi insieme ai loro insegnanti, familiari e guide che stavano tornando presso le rispettive famiglie ospitanti a Lima da una visita al vicino sito di Machu Picchu.

## L'incidente
Il volo 502 era stato originariamente programmato per partire da Cuzco alle 8:30 del 9 agosto ma poiché alcuni membri del gruppo americano volevano visitare l'insediamento di Pisac prima di ripartire per Lima, la compagnia aerea posticipò l'orario della partenza alle 14:45.
Dopo una corsa di decollo più lunga di 700 metri rispetto al normale, il terzo dei quattro motori del Lockheed andò in avaria. Il velivolo continuò a salire e una volta raggiunti i 300 piedi l'equipaggio retrasse i flap; iniziarono quindi una virata a 30-45° di inclinazione ad una velocità di 140 nodi con l'intenzione di tornare verso l'aeroporto. Durante questa manovra l'aereo impattò violentemente il suolo a quattro chilometri a est dalla pista, poco sopra San Jerónimo.

## Le indagini
Per accertare le cause dell'incidente venne nominata una commissione governativa, la quale stabilì che l'incidente era imputabile a varie cause tra cui la non corretta applicazione da parte dei piloti della procedura in caso di perdita di potenza ed errori compiuti dal personale della manutenzione. Inoltre il velivolo trasportava più persone di quelle per cui era stato certificato.
La LANSA venne multata e la sua licenza sospesa per 90 giorni per aver tentato di coprire le lacune manutentive falsificando dei documenti durante l'inchiesta.